# Александр Кауфман
Александр Кауфман (нім. Franz Alexander Kaufmann 14 травня 1817, Бонн — 1 травня 1893, Вертгайм-ам-Майн) — німецький поет і фольклорист.

## Походження
А.Кауфман народився у відомій бонській сім'ї, члени якої служили в уряді міста та в колишнього курфюрста Кельну. Батько Франц Вільгельм Август Кауфман був офіцером, а мати Жозефіна Макмсімільяна мала прізвище Пельцер.
Поет був також був пов'язаний з художниками Андреасом і Карлом Мюллерами.

## Навчання
А.Кауфман вивчав право, мови та історію в Боннському університеті.
У 1844 р. А.Кауфман був призначений вчителем принца Карла фон Левенштейн-Розенберга, який зробив його в 1850 році хранителем архіву в Вертгаймі. А.Кауфман працював на цій посаді до самої смерті.

## Родина
10 травня 1857 року А.Кауфман одружився з Матильдою Кунегонд Амалія Керолайн Біндер з Нюрнберга. Вона була активним письменник, що публікувала свої твори під псевдонімом «Амара Джордж».

## Творчість
В поезії «Gedichte» (1852]) описує чарівні картини природи.
Завдяки віршу «Unter den Reben» (1871) А.Кауфман став одним з найулюбленіших у Німеччині рейнським поетом.
Також він з великим успіхом розробив різні перекази в «Mainsagen» (1853).

### Поезія
- Gedichte (1852)
- Mainsagen (1853)
- Unter den Reben (1871)

### Дослідження з фольклору
- Cäsarius von Heisterbach. Ein Beitrag zur Kulturgeschichte des zwölften und dreizehnten Jahrhunderts. (Köln: Heberle, 1850; 2. Aufl. 1862)
- Gedichte (1852)
- Mainsagen (1853)
- Thomas von Chantimpré (1899)
- Trentalle Sancti Gregorii (1888—1890)
- Unter den Reben (1871)
- Bilder aus dem Klosterleben des 12. und 13. Jahrhunderts, I Würzburger Chilaneum Bd. I (1862)
- In den Jahrgängen 1888 und 1891 der Annalen des historischen Vereins für den Niederrhein, insbesondere die alte Erzdiöcese Köln erschienen seine reich kommentierten Übersetzungen des Dialogus miraculorum («Dialog über die Wunder») von Caesarius von Heisterbach.
- Kunst & Literatur: mit Beiträgen der berühmtesten Künstler und Dichter der Gegenwart. — Düsseldorf: Arnz, 1855. Digitalisierte Ausgabe der Universitäts- und Landesbibliothek Düsseldorf

## Роботи
- «Ein Rheinländer in Franken», Lebensbild [Архівовано 6 грудня 2012 у Wayback Machine.] (PDF; 2,0 MB)